# Zeche Heinrich Gustav
Die Zeche Heinrich Gustav war ein Steinkohlebergwerk im Bochumer Stadtteil Werne.

## Bergwerksgeschichte

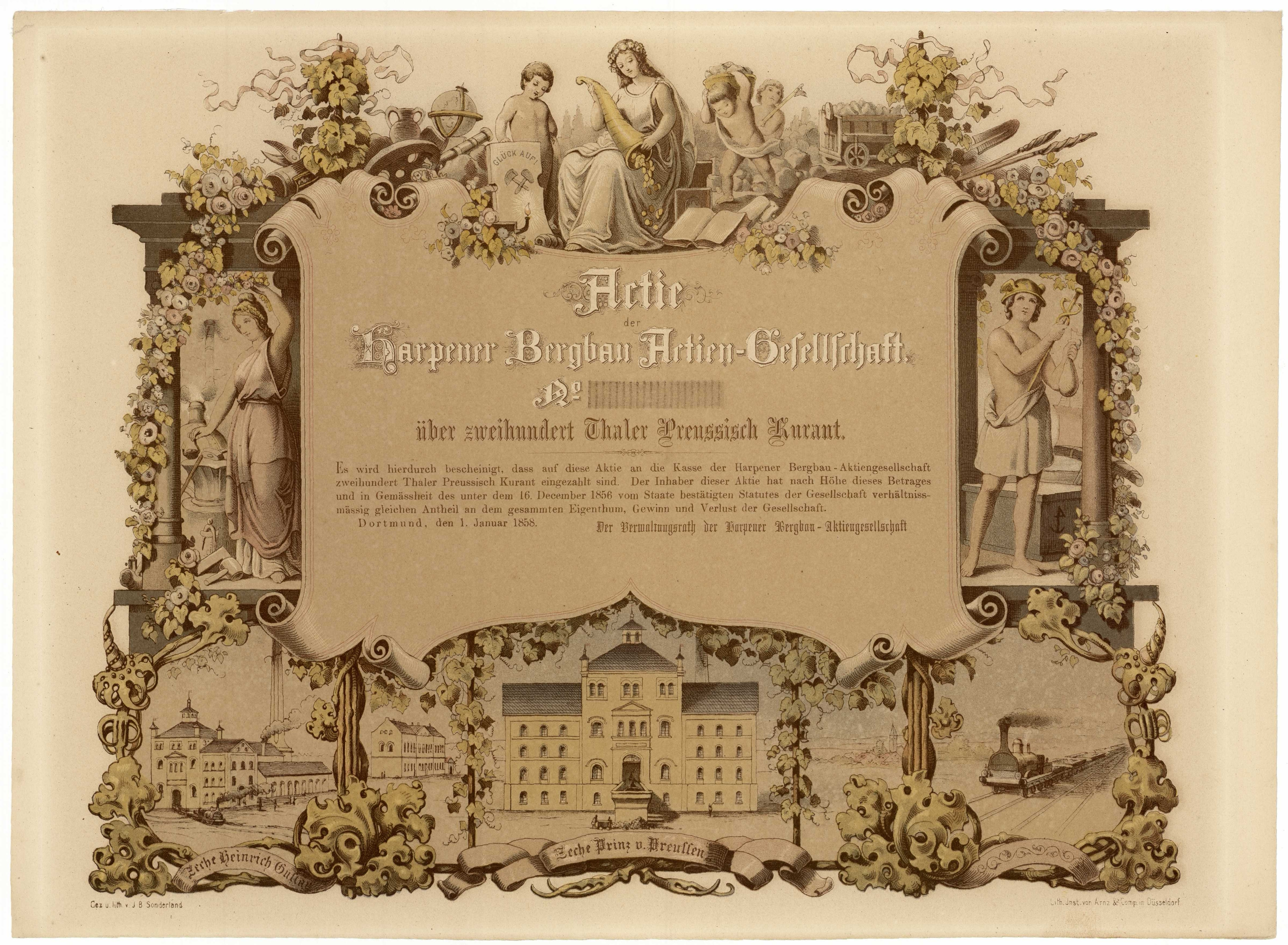
Gründeraktie der Harpener Bergbau AG vom 1. Januar 1858, mit Darstellung der Zeche Heinrich Gustav

1854 wurden die Rechte am Grubenfeld Heinrich Gustav für den Abbau von Kohle und Eisenstein verliehen. Der erste Schacht, benannt nach dem Berghauptmann Theodor Jacob, wurde 1855 geteuft, erreichte bei einer Teufe von 58 Metern die steinkohleführenden Schichten und nahm 1859 die Förderung auf. Am 16. Oktober 1860 begann der Kohleversand per Eisenbahn. Die Anschlussbahn zum Bahnhof Langendreer Nordseite der Bergisch-Märkischen Eisenbahn-Gesellschaft (BME) ging 1863 in Betrieb. Ein weiterer Anschluss, jetzt an die Rheinische Eisenbahn-Gesellschaft (RhE), wurde am 19. November 1874 in Betrieb genommen.
1858 begann die Teufe eines zweiten Schachtes. Der Schacht Arnold, benannt nach dem Bergmeister Arnold von der Becke, nahm 1862 die Förderung auf. 1880 förderten 595 Beschäftigte 143.000 Tonnen Steinkohle. Zur Verbesserung der Wetter unter Tage wurde 1880 der Wetterschacht Gustav abgeteuft. Die Produktion wurde weiter gesteigert, im Jahre 1883 konnten bereits 234.000 Tonnen Kohle abgebaut werden. 1896 wurde Schacht Arnold Hauptförderschacht und die Förderung auf Schacht Jacob wurde vorläufig eingestellt, dieser diente aber weiterhin zur Wasserhaltung.
1905 ging Schacht Jacob zwischen der vierten und fünften Sohle zu Bruch. Er wurde 1906 repariert und konnte 1907 wieder in Betrieb genommen werden. 1919 wurde dann wiederum der Schacht Jacob zum Förderschacht. Die Förderung 1925 betrug 429.000 Tonnen mit 1.880 Beschäftigten. 1927 ist die Förderung in Schacht Arnold eingestellt worden und Schacht Jacob übernahm die gesamte Förderung der Zeche, die 1928 fast 800.000 Tonnen erreichte. 1928 wurden die Anlagen der Zeche Amalia übernommen. 1929 erfolgte der Zusammenschluss zur Zeche Robert Müser mit dem erweiterten und umgebauten Schacht Arnold als Zentralförderschacht.

## Was geblieben ist
Der Schacht Arnold wurde von der Deutsche Steinkohle AG für die Wasserhaltung genutzt. Hier wurde Grubenwasser gehoben, damit die Grubenbaue der weit entfernten Zechen, in denen noch Kohle gefördert wurde, nicht unkontrolliert volllaufen.